# Harold Nicolson
Harold George Nicolson, KCMG (Teheran, 21 november 1886 - Sissinghurst Castle, Kent, 1 mei 1968), was een Brits schrijver, diplomaat en politicus.
Nicolson was de zoon van de Britse diplomaat Arthur Nicolson. Hij bezocht Wellington College en studeerde aan Balliol College, aan de Universiteit van Oxford. In 1909 trad hij toe tot de diplomatieke dienst. Als zodanig was hij lid van de Britse delegatie bij de Vredesconferentie van Parijs in 1919.
In 1913 trouwde hij met de schrijfster Vita Sackville-West. Zij moedigde hem aan zich op het terrein van de literatuur te begeven. Nicolson publiceerde vervolgens een biografie over de Franse dichter Paul Verlaine in 1921, gevolgd door studies over dichters als Tennyson, Byron, Swinburne en Sainte-Beuve. In 1933 schreef hij een boek over de vredesconferentie van Parijs en in 1953 een biografie over koning George V.
Nicolson en Sackville-West hadden een bijzonder huwelijk, dat door hun jongste zoon, Nigel Nicolson is geboekstaafd in zijn boek Portrait of a Marriage. Beiden waren biseksueel en hadden naast hun huwelijk verschillende homoseksuele verhoudingen. In 1930 kochten zij Sissinghurst Castle aan, dat zij geheel renoveerden. De tuin die Vita Sackville-West aanlegde geldt als een van de bijzonderste van Engeland en wordt tegenwoordig beheerd door de National Trust. Nicolsons andere zoon, Ben, was een bekend kunsthistoricus.

## Politieke loopbaan

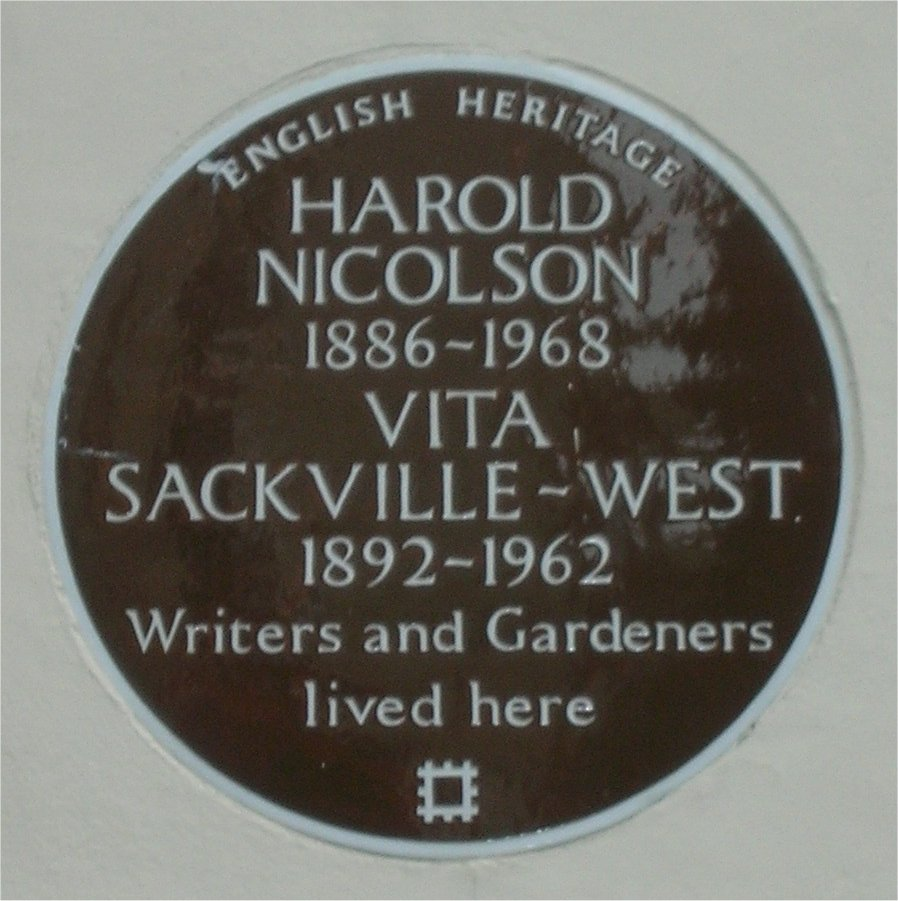
Gedenkplaat voor Harold Nicolson op zijn woning in Londen

In 1929 verliet Nicolson de diplomatieke dienst. Dit had vooral als reden dat zijn echtgenote weigerde om met hem mee te reizen en hij het leven zonder haar nauwelijks kon verdragen. Hij werd aangesteld als journalist bij de Evening Standard, een krant die werd uitgegeven door Lord Beaverbrook. Erg tevreden was hij er niet. Hij vond dat de krant onvoldoende niveau had.
Onderwijl hield hij - onder de titel People and Things - wekelijkse praatjes voor de BBC-radio. In 1931 werd Nicolson lid van de door Oswald Mosley opgerichte New Party. Hij verliet de partij weer toen deze door Mosley werd omgevormd tot de British Union of Fascists. Nicolson werd vervolgens lid van de - door Ramsay MacDonald opgerichte National Labour Party, voor welke partij hij in 1935 werd gekozen in het Lagerhuis. Daar werd hij een van de weinige leden die al vroeg waarschuwde voor de dreigingen van het fascisme en nationaalsocialisme. Hij raakte in deze tijd ook bevriend met Anthony Eden en Winston Churchill. Hij zette zich met name in voor de Britse herbewapening. In 1940 werd hij staatssecretaris op het ministerie voor Informatievoorziening in het oorlogskabinet van Churchill. Dat zou hij een jaar blijven, om vervolgens als een alom gerespecteerde Backbencher vooral het woord te voeren over aangelegenheden op het gebied van Buitenlandse zaken. In 1945 verloor hij zijn zetel. In 1948 deed hij nog een poging om namens de Labour Party terug te keren in het parlement, maar deze poging had geen succes.

## Later leven
Na het definitieve einde van zijn politieke carrière, legde Nicolson zich geheel toe op het schrijven. In het midden van de jaren zestig redigeerde zijn zoon Nigel zijn dagboeken en brieven die in drie delen werden uitgegeven. Deze dagboeken geven een bijzonder beeld van - met name - de politieke verhoudingen in Engeland voor, tijdens en na de Tweede Wereldoorlog. Nicolson had binnen de Britse politiek op voldoende hoog niveau gefunctioneerd om uit de eerste hand verslag te kunnen doen van de dagelijkse gang van zaken in het Britse kabinet.

## Werken
Nicolson heeft zo'n 125 boeken geschreven. Een selectie daaruit:
- Paul Verlaine (1921)
- Sweet Waters (1921) roman
- Tennyson - Aspects of His Life, Character and Poetry (1923)
- Byron: The Last Journey (1924)
- Swinburne (1926)
- Some People (1927)
- The Development of English Biography (1927)
- Portrait of a Diplomatist (1930) over zijn vader, Arthur Nicolson
- Swinburne and Baudelaire (1930)
- People and Things: Wireless Talks (1931), een bundeling van zijn radiopraatjes
- The Changing World 2 , The New Spirit in Literature (1932)
- Peacemaking 1919 (1933)
- Public Faces (1933) roman
- Curzon: The Last Phase, 1919 – 1925: A Study in Post-War Diplomacy (1934)
- Dwight Morrow (1935)
- Politics in the Train (1936)
- Germany and the Rhineland, a Record of Addresses Delivered at Meetings Held at Chatham House (1936) met Norman Angell en anderen
- Helen's Tower (1937) biografie van Lord Dufferin
- Small Talk (1937)
- The Meaning Of Prestige (1937)
- Diplomacy: a Basic Guide to the Conduct of Contemporary Foreign Affairs (1939)
- Why Britain is at War (1939)
- Marginal Comment (1939)
- The Desire to Please: A Story of Hamilton Rowan and the United Irishmen (1943)
- England, An Anthology (1944) redactie
- Friday Mornings 1941-1944 (1944)
- Another World Than This (1945) met Vita Sackville-West
- The Congress of Vienna: A Study in Allied Unity: 1812-1822 (1946)
- The English Sense of Humor: An Essay (1946)
- Tennyson's Two Brothers (1947)
- Comments 1944-1948 (1948)
- Benjamin Constant (1949)
- The Future of the English-Speaking World (1949)
- King George V (1952)
- The Evolution of Diplomacy (1954)
- Good Behaviour: Being A Study Of Certain Types Of Civility (1955)
- The English Sense of Humour and other Essays (1956)
- Journey to Java (1957)
- Sainte-Beuve (1957)
- The Age of Reason (1960)
- The Old Diplomacy and the New (1961)
- Kings, Courts and Monarchy (1962)
- Diaries and Letters (1968), geredigeerd door Nigel Nicolson

## Biografieën
- Nigel Nicolson, Portrait of a Marriage, (Weidenfeld & Nicolson, 1973).
- James Lees-Milne, Harold Nicolson, A Biography, (Chatto & Windus), 1980, Vol. I (1886–1929), 1981, Vol. II (1930–1968).
- Nigel Nicolson (ed.), Vita and Harold. The Letters of Vita Sackville-West and Harold Nicolson 1910–1962 (Weidenfeld & Nicolson, 1992).
- David Cannadine, Portrait of More Than a Marriage in Aspects of Aristocracy (Yale University Press, 1994).
- Norman Rose, Harold Nicolson (Jonathan Cape, 2005).
- Derek Drinkwater, Sir Harold Nicolson & International Relations, (Oxford University Press, 2005).
- Laurence Bristow-Smith, Harold Nicolson: Half-an-Eye on History. (Letterworth Press, 2014.

- Bibsys: 90203187
- Biblioteca Nacional de España: XX1008449
- Bibliothèque nationale de France: cb121763699 (data)
- Catàleg d'autoritats de noms i títols de Catalunya: 981058521581206706
- CiNii: DA0098611X
- Digitale Bibliotheek voor de Nederlandse Letteren: nico025
- Gemeinsame Normdatei: 118587749
- International Standard Name Identifier: 0000 0001 0883 3048
- Library of Congress Control Number: n79135351
- Nationale Bibliotheek van Letland: 000062978
- Bibliotheek van het Japanse parlement: 00451314
- Nationale Bibliotheek van Tsjechië: mzk2003202456
- Nationale bibliotheek van Australië: 35387155
- Nationale Bibliotheek van Israël: 987007266073205171
- Nationale Bibliotheek van Polen: a0000001214724
- Nationale en Universitaire bibliotheek Zagreb: 000193396
- Nederlandse Thesaurus van Auteursnamen: 068914725
- Réseau des bibliothèques de Suisse occidentale: 02-A003640016
- LIBRIS: 232538
- SNAC: w64m9qmf
- Système universitaire de documentation: 030324998
- Trove: 934600
- Union List of Artist Names: 500232158
- Virtual International Authority File: 29576528
- WorldCat: E39PBJkp4VW6yrmmyDcmVfDKBP